# トライアンフ・ドロマイト
トライアンフ・ドロマイト（Triumph Dolomite）は、イギリスの自動車メーカーであったブリティッシュ・レイランド（BLMC、1975年の国営化以降はBL）のトライアンフ部門が、1972年から1980年まで生産した小型乗用車である。当初はBMW・1602/1802/2002やアルファロメオ・アルフェッタをライバルとした高性能なスポーティサルーンとして発売されたが、経営難のBLMCは新しい車体を開発することができず、1965年に登場した前輪駆動（FF）の1300のものをベースとしていた。
ドロマイトは苦灰岩という鉱物の名前でもあるが、車名はイタリアの東アルプス山系であるドロミーティに由来し、1930年代に人気を呼んだスポーティーカーの名称を復活させたものである。
当時のBLMCが発売した新型車としては珍しく、ドロマイトは市場では比較的好評に迎えられたが、メーカーではそれを下級モデルの販売にも利用しようと、1976年以降は1300の後継モデルであった後輪駆動（FR）のトレドや1500TCをも「ドロマイト1300/1500」に改名してシリーズに加えたため、それ以降の「ドロマイト」はトライアンフ製小型セダンの単なる総称となってしまった。
1980年をもって生産中止となり、1981年からは日本のホンダ・バラードをベースとしたアクレイムに切り替えられたため、最後の純粋な英国デザインのトライアンフ乗用車となった。

## 概要
最初に登場したドロマイトは「1850HL」（HLはハイラインの略）であった。その成り立ちは1965年に登場した前輪駆動車・1300を後輪駆動に改めて1970年に登場していた大衆車、トレドに、トライアンフがサーブ・99用に生産・供給していたSOHC 1854ccエンジンを搭載し、フロント周りを4灯式ヘッドランプに改め、リアオーバーハングを延長して上級車風に化粧直ししたものであった。

### 1850HL
最初のドロマイトは1850HL一種類で、1971年のロンドン自動車ショーで発表されたが、BLMCを悩ませた労働争議の影響で、生産開始は1972年10月までずれ込んだ。
1850HLのライバルはBMW・1602／1802、あるいは英国車ではフォード・コーティナ2000GXLなどであったので、装備は充実しており、木目張りのダッシュボード、充実した計器類、厚いカーペットや上質なファブリックシートが標準装備となっていた。最高速度は160km/h、0-60マイル加速11秒という性能は、当時のスポーティセダンとして十分なものであった。間もなくオーバードライブもオプションで装備可能となって高速巡航はより快適なものとなり、3速オートマチック仕様も追加された。
1850は1980年までに79,010台が生産された。

### スプリント
ドロマイトの性能はこのクラスとしては十分なものであったが、BMW・2002tiiやアルファロメオ・アルフェッタのような高性能な輸入スポーツサルーンには太刀打ち出来ず、市場でもこれらより格下のモデルと見なされた。これらに対抗する高性能版として1973年6月に追加されたのがスプリントであった。ローバー・P6の設計で名高い名エンジニアであるスペン・キングが開発したエンジンは、SOHCながらカムシャフトとロッカーアームの巧みなレイアウトにより16バルブを駆動するという当時としては高度な設計で、1988ccツインキャブ付きで127馬力を発生した。
この英国の量産車では初めての16バルブエンジンによって、ドロマイト・スプリントは最高速度192km/h、0-60マイル加速8.4秒の高性能車となった。この高性能を支えるべく、2000/2500及びTR6のギアボックス、リミテッドスリップデフ、強化型ブレーキ（リアは依然としてドラム）が与えられ、外観もアルミホイール、レザートップ、フロントスポイラーが装備され、1850HLと区別された。1850HL同様、オーバードライブ、そして当時のスポーツモデルには珍しく3速オートマチックも選択可能であった。当時の英国での新車価格は1740ポンドで、これはBMW2002tiiより1000ポンドも安く、市場からは好評に迎えられた。
1976年にヘッドレストやラジオ、1978年にフロントの合わせガラス、1980年にはリアのフォグランプが標準装備となるなどの改良を受けつつ、22,941台のスプリントが生産された。
スプリントは1974年から1978年までイギリスツーリングカー選手権（BTCC）に参戦、1974年にはメーカーチャンピオンとなり、1975年には Andy Rouse がドライバーズタイトルを獲得した。彼と Tony Dron は、1974年のスパ・フランコルシャン24時間レースでの総合5位も獲得している。

### 1300/1500
1976年3月、それまで前後が短いボディを用いてきたトレドと、寸法はドロマイトと同じながらフロントグリルが異なり、リアガーニッシュを持たなかった1500TCにもドロマイトと同じボディが与えられることになり、両車はそれぞれドロマイト1300、ドロマイト1500と改称された。この結果ドロマイト・シリーズは角型2灯式ヘッドランプ・1296ccの「1300」、1493ccの「1500」、4灯式ヘッドランプを持ち、従来の1850HLと同様な装備を持つデラックス版の「1500HL」、そして従来からの「1850HL」と「スプリント」という車種体系になった。オーバードライブと3速オートマチックは1500以上で選択可能であった。
1976年から1980年までに32,031台の1300と、70,021台の1500/1500HLが生産された。1980年8月、トライアンフを長年生産していたコヴェントリーのカンレー工場の閉鎖に伴い、トライアンフ・スピットファイアと共に生産を終了した。